# Église Sainte-Croix du Bouyssou
Pour les articles homonymes, voir Bouyssou.
L'église Sainte-Croix du Bouyssou est une église catholique située au Bouyssou, dans le département du Lot, en France.

## Historique
Une partie du chevet a été bâtie en moellons grossièrement équarris en moyen appareil de grès. Cette partie de l'ouvrage pourrait être un vestige d'un édifice construit au XIe siècle, antérieur au chevet actuel édifié au XIIe siècle.
La nef, et le clocher-tour sont de cette époque.
La première mention du recteur de l'église date de 1327. Il n'y a aucun document sur l'édifice avant 1700. À cette date, on apprend que l'église est dans un tel état qu'aucun office ne peut y être fait. 
En 1835, les religieuses du couvent voisin de l'église obtiennent l'autorisation d'agrandir la chapelle sud vers l'est, et d'y faire ouverture directe. 
Le devis de 1872 permet de préciser l'état de l'édifice : la nef et l'abside sont couvertes d'un plancher à la place des voûtes en pierre de taille. Elles ont été reconstruites en brique sur « les naissances encore existantes ». Une chapelle a été ajoutée au nord. Le sol de la nef est abaissé pour retrouver les bases des colonnes.
Une peinture murale représentant le Jugement dernier a été peinte sur le mur occidental au début du XVIe siècle. Cette peinture a été attribuée à un atelier itinérant qui aurait aussi réalisé celles de Soulomès et Lunegarde.
Les parties romanes sont classées au titre des monuments historiques depuis le 20 octobre 1923.

## Description
L'église a un seul vaisseau avec une nef de deux travées dont la première était voûtée en berceau et la seconde travée, carrée, était primitivement voûtée en coupole sur pendentifs, surmontée d'un clocher. La voûte en coupole a été démolie et remplacée par un plafond. 
Cette travée centrale est flanquée, à gauche, d'une chapelle avec voûte d'arête. Le chœur se termine par une abside en hémicycle, voûtée en cul-de-four.

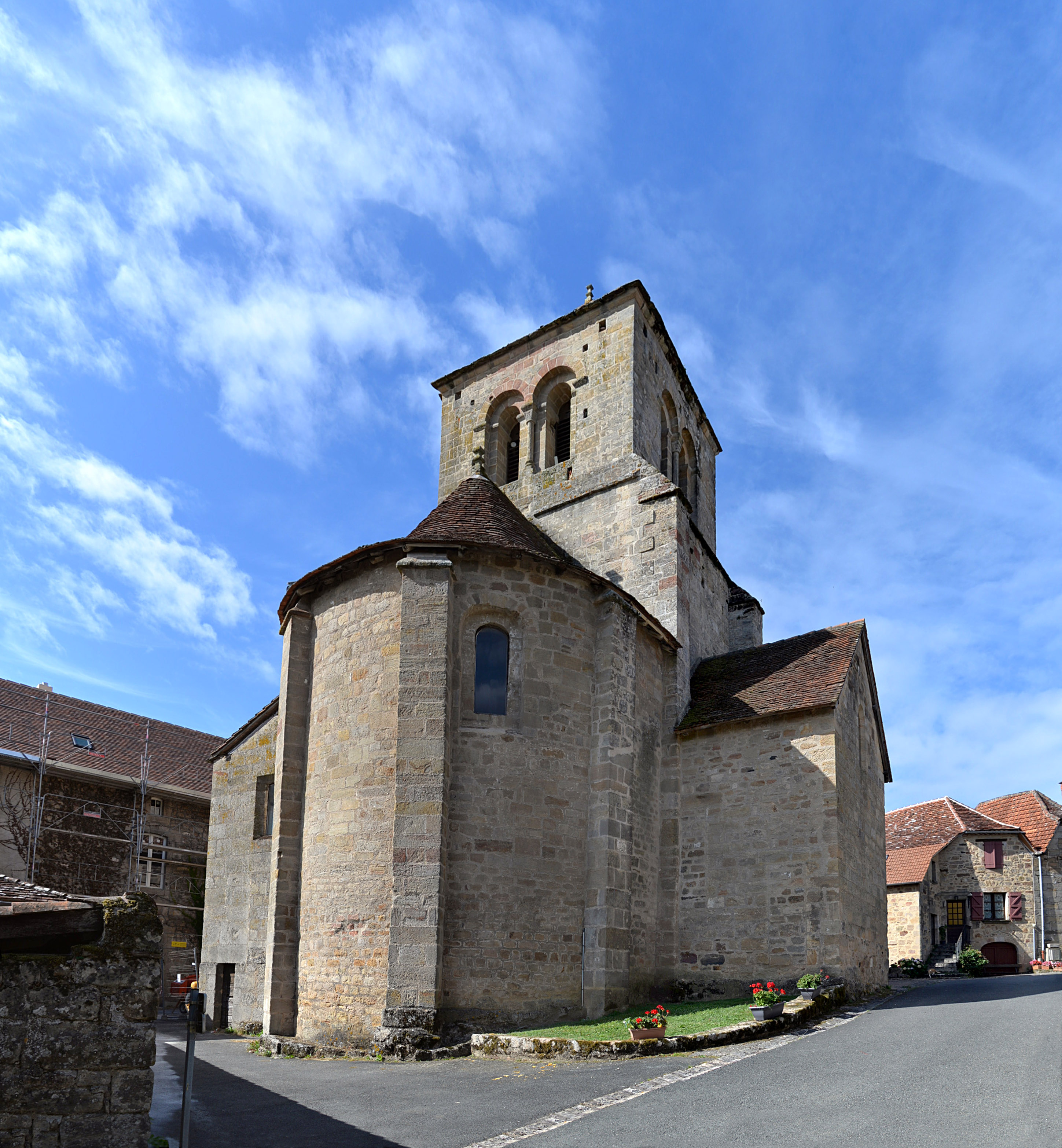
L’église Sainte-Croix.
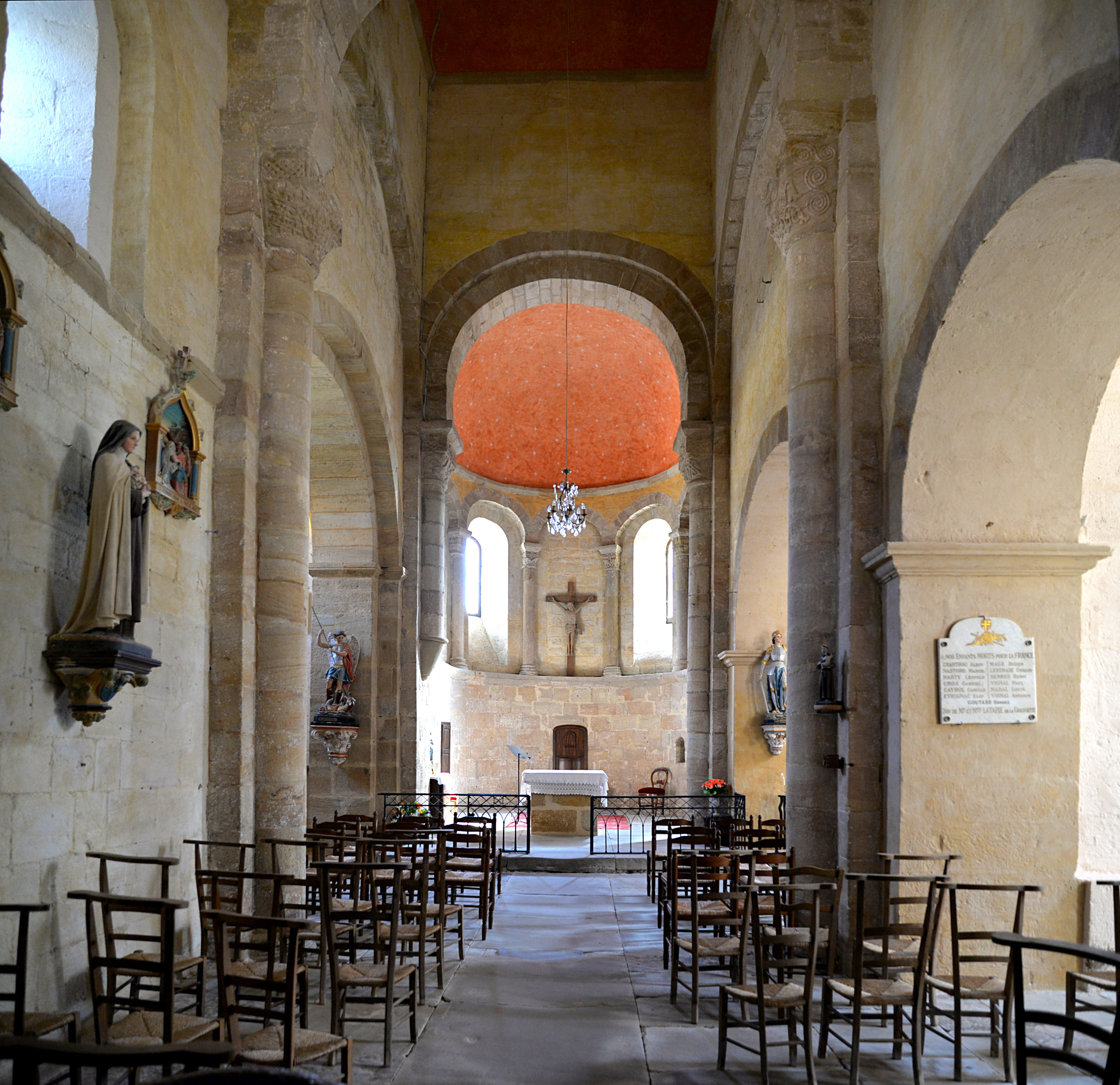
La nef de l’église Sainte-Croix.
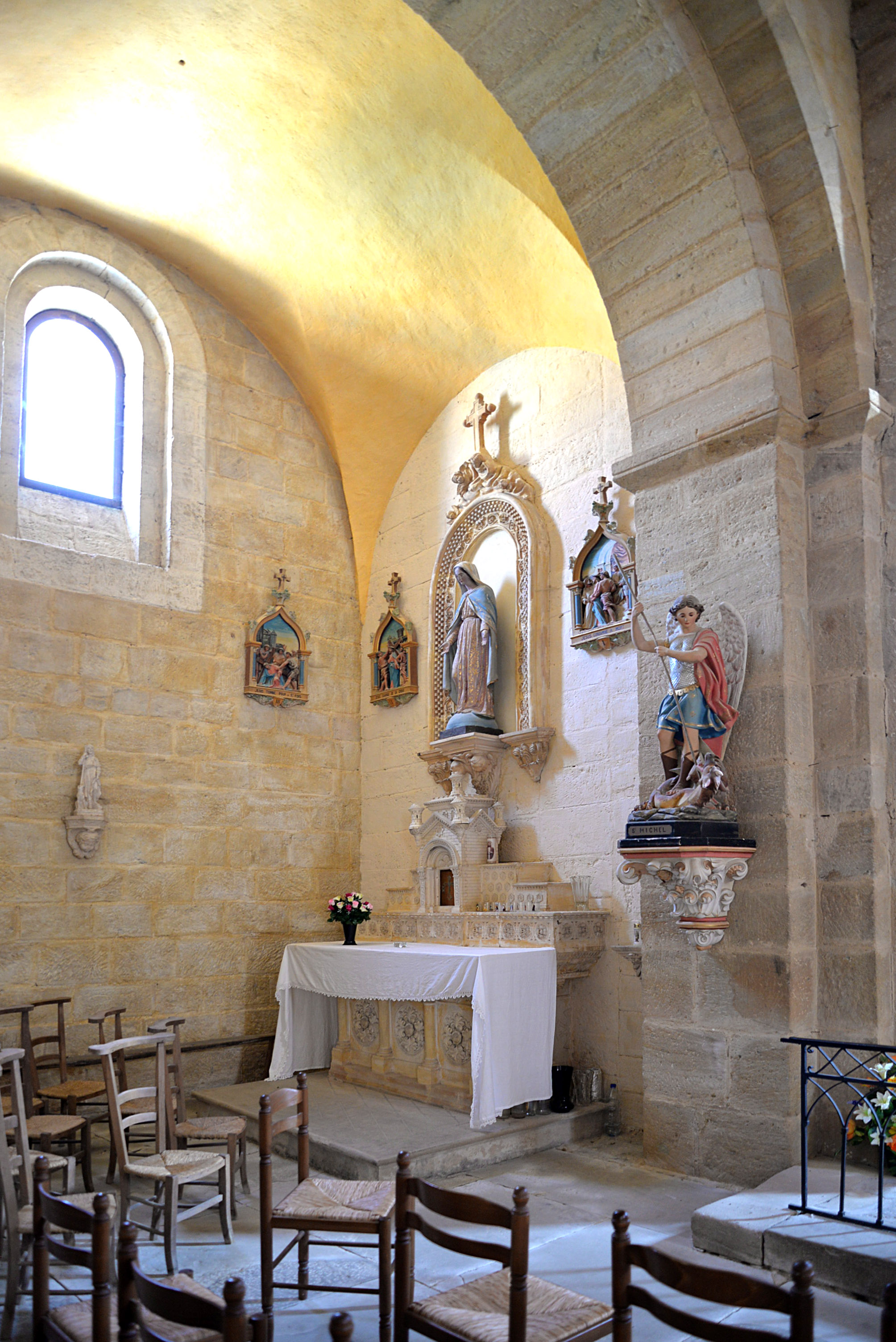
La chapelle nord de l’église Sainte-Croix.
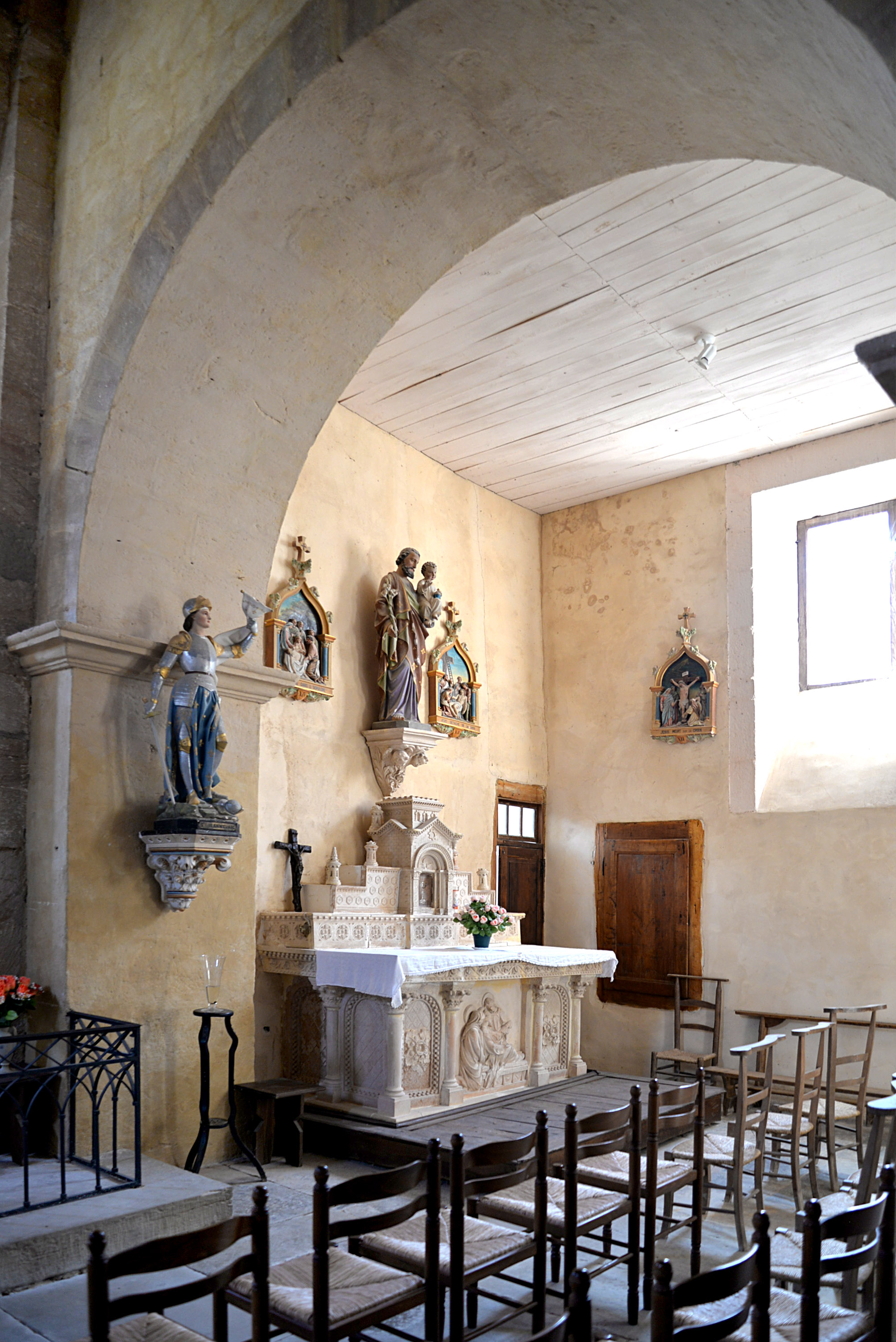
La chapelle sud de l’église Sainte-Croix.